# Velký Bor (hrad)
Velký Bor je zaniklý hrad ve stejnojmenné vesnici v okrese Klatovy. Stával v místech školní budovy čp. 49 v nadmořské výšce 450 metrů

## Historie
Za zakladatele hradu bývá považován Půta z Potštejna, který městečko získal výměnou od krále Václava II. v roce 1304. Archeologický výzkum však doložil vznik hradu již ve třináctém století. Kromě toho existuje zpráva z roku 1283, kdy byl hrad v majetku krále Václava II. a královskému založení nasvědčuje také existence výstavné kaple. V případě zeměpanského založení by mohl být velkoborský hrad náhradou za zaniklou Prácheň.
Dne 27. prosince král Václav II. borské panství daroval Jetřichovi, řečenému Špacman. Po krátké době se panství vrátilo panovníkovi a ten jej 22. září 1304 přenechal Půtovi z Potštejna výměnou za polovinu Litic. Z Půtových synů připadl Bor Vilémovi, který měl s manželkou Benediktou syny Oldřicha a Viléma z Boru. Jejich otec zemřel před rokem 1331 a bratři zdědili dvě třetiny hradu. Zbývající díl vlastnil Bušek z Boru, který jej v roce 1334 prodal Oldřichovi z Boru za 200 kop grošů. Kromě podílu na hradu byl předmětem prodej plat z Boru ve výši sedmi kop grošů, popluží v Jetenovicích a dvůr v Počeplicích.
Oldřich ani Vilém nejspíše neměli vlastní potomky a v roce 1336, se souhlasem matky, darovali Bor s několika vesnicemi (většina z nich se nacházela u Sušice) zderazskému klášteru. Převod potvrdil 10. února 1336 král Jan Lucemburský a zároveň klášterní borské panství osvobodil od královských daní. Bratři si však vymínili, že budou statek užívat až do své smrti. Oldřich žil ještě v roce 1342.
Koncem čtrnáctého století se hradu násilně zmocnil Dobeš z Bron, kvůli čemuž ho klášter zažaloval u Svatého stolce. Soudcem byl ustanoven opat strahovského kláštera, který dal v roce 1401 Dobeše s manželkou a jejich pomocníky do klatby. V roce 1420 král Zikmund městečko zastavil Janovi a Vilémovi z Rýzmberka, jejichž potomci hrad drželi až do roku 1481. V roce 1519 bylo jeho panství připojeno k Horažďovicím, ale není jisté, zda hrad ještě stál. Je možné, že zanikl už za husitských válek, když v roce 1420 husité neúspěšně obléhali Strakonice.
Zřícenina hradu byla v roce 1765 rozebrána při stavbě špitálu s kaplí, který byl roku 1810 přestavěn na dochovanou školu.

## Stavební podoba
Dosud nebyl proveden žádný průzkum, který by ukázal na případný rozsah hradu. Předpokládalo se, že části hradního zdiva mohly být zahrnuty do školní budovy, ale podle historických pramenů je škola zcela barokní novostavbou. Fragmenty obvodové zdi hradu a k ní přiléhající budovy byly odkryty při budování inženýrských sítí podél zadní strany školní budovy. U jihozápadního nároží bylo v jižní zdi budovy pod úrovní terénu nalezeno hradní zdivo se štěrbinovitým okénkem a jiná středověká zeď vedla kolmo k severní fasádě, přibližně uprostřed její délky.
Hradního původu je jednolodní kaple, v minulosti zasvěcená svatému Burianovi. Původně byla sklenuta dvěma poli bezžeberné klenby oddělenými pasem a vybavena koutovou věží a emporou. Empora byla zrušena už během některé gotické přestavby a ve stejné době vznikla jižní zeď kaple.